# Резвых (Ленинградская область)
Резвы́х — деревня в Морозовском городском поселении Всеволожского района Ленинградской области.

## Название
Название происходит от фамилии первых владельцев деревни.

## История
На карте Санкт-Петербургской губернии прапорщика Н. Соколова 1792 года указано селение на левом берегу реки Чёрной — Пильная мельница, её построил Николай Петрович Резвой (1749—1816), старший сын санкт-петербургского купца Петра Терентьевича Резвого (1731—1779). Землю под строительство в количестве 1170 десятин, он приобрёл у владельца имения Жерновка — вице-президента Академии художеств П. П. Чекалевского.
На правом берегу реки Чёрной Н. П. Резвый возвёл часовню и усадьбу, получившую название Чёрная Речка, от неё ведёт начало смежная, одноимённая деревня.
Затем имение перешло к его сыну, подпоручику Николаю Николаевичу Резвому.
Первое картографическое упоминание — деревня Резвова на «Карте окружности Санкт-Петербурга» 1810 года, затем — деревня помещика Резвых на карте Санкт-Петербургской губернии Ф. Ф. Шуберта 1834 года.

ДАЧА УСТЬЯ ЧЁРНОЙ РЕЧКИ — деревня, принадлежит капитану Николаю Резвому, жителей по ревизии 12 м. п., 10 ж. п.

и дочери действительного статского советника, Екатерине Резвой, жителей по ревизии 20 м. п., 15 ж. п.

При оной:

а) лесопильный завод

б) Мукомольная мельница (1838 год)

ЧЁРНАЯ РЕЧКА — деревня господ Резвых, по просёлкам, 7 дворов, 41 душа м. п. (1856 год)

ЧЁРНАЯ РЕЧКА — деревня владельческая, при р. Неве и рч. Чёрной, 7 дворов, 16 м. п., 11 ж. п. (1862 год)

ЧЁРНАЯ РЕЧКА — деревня владельческая, при рч. Чёрной и р. Неве, 30 дворов, жителей 37 м. п., 41 ж. п.; Завод лесопильный. (1862 год)

Потомки Н. Н. Резвого, продали имение вдове действительного статского советника Ларисе Ивановне Иогель.

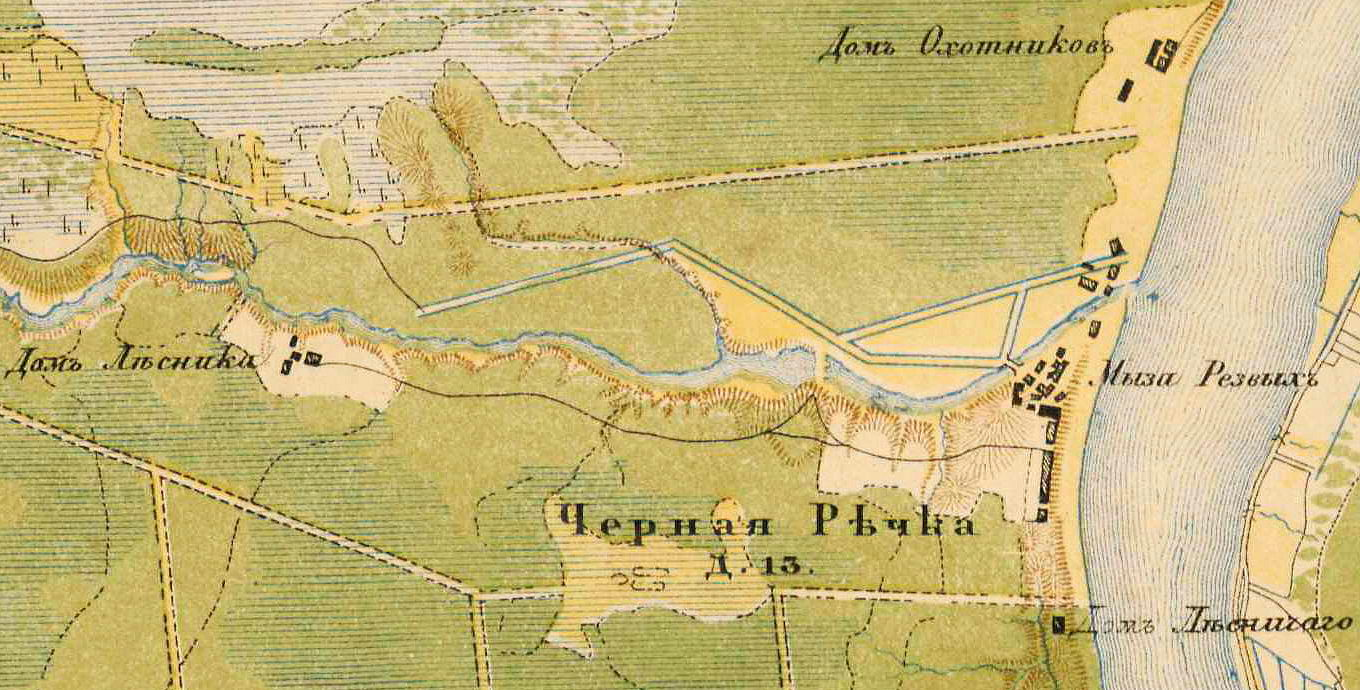
План деревни Чёрная Речка и мызы Резвых. 1885 год

В 1889 году, согласно материалам по статистике народного хозяйства Шлиссельбургского уезда, 1213 десятин земли в мызе Резвых принадлежали дочери статского советника С. В. Иогель.
К концу XIX века имение называемое тогда Гольдгоф раширилось до 10 десятин, в нём было два лесопильных завода.

ГОЛЬДГОФ (ЧЁРНАЯ РЕЧКА) — деревня, принадлежит вдове действительного статского советника, Ларисе Ивановне Иогель, 2 лесопильных завода. (1896 год)

В конце XIX века деревня административно относилась к Ивановской волости 2-го стана Шлиссельбургского уезда Санкт-Петербургской губернии, в начале XX века — 1-го стана.
В 1905 году в имении работал кирпичный завод «анонимного общества на даче „Резвых“» и при нём было 183 рабочих.
В 1908 году имение на 15 десятинах земли (добавились кирпичный завод и мельница) принадлежало барону Эдуарду Юльевичу фон-дер Роппу.
Но название Резвых осталось.
Так в 1914 году в имении Дача Резвых работали лесопильный (51 рабочий) и кирпичный (273 рабочих) заводы «Санкт-Петербургского акционерного общества кирпичных и лесопильных заводов».
А в 1915 году на карте восточной части Невы, мыза расположенная в деревне Чёрная Речка, называется мыза Резвых, а вот часовня, теперь находится на левом берегу Чёрной речки.
С 1917 по 1920 год деревня входила в состав Чернореченского сельсовета Ивановской волости Шлиссельбургского уезда.
С 1921 года в составе Марьинского сельсовета.
С 1922 года в составе Чернореченского сельсовета района города Шлиссельбурга.

РЕЗВЫХ-КИРПИЧНОЕ — посёлок Чёрнореченского сельсовета района города Шлиссельбурга, 52 хозяйства, 162 души.

Из них: русских — 42 хозяйства, 139 душ; финнов — 1 хозяйство, 1 душа; эстов — 1 хозяйство, 1 душа; поляков — 5 хозяйств, 12 душ; латышей — 1 хозяйство, 5 душ; литовцев — 1 хозяйство, 3 души; евреев — 1 хозяйство, 1 душа; (1926 год)

С февраля 1927 года в составе Ленинской волости, с августа 1927 года в составе Ленинского района.
С 1930 года в составе Ленинградского Пригородного района.
По административным данным 1933 года посёлок назывался Резвых и относился к Чернореченскому сельсовету Ленинградского Пригородного района.
С 1934 года в составе поселкового совета им. Морозова (Шлиссельбургский завод).
С 1936 года в составе Всеволожского района.

План деревни Чёрная Речка и посёлка Резвых. 1939 год

По данным 1973 и 1990 годов в административном подчинении Морозовского поселкового совета находилась деревня Резвых.
В 1997 году в деревне проживали 26 человек, в 2002 году — 18 человек (русских — 50%), в 2007 году — 27.

## География
Деревня расположена в юго-восточной части района на автодороге А120 (Санкт-Петербургское северное полукольцо, бывшая 41А-189 «Магистральная» (Р21 — Васкелово — А121 — А181)).
Расстояние до административного центра поселения — 6 км.
Деревня находится на берегу реки Невы, у места впадения в неё реки Чёрной. Южнее Резвых, на противоположном, правом берегу реки Чёрной, расположена деревня Чёрная Речка, с которой её связывает общая история, так как обе деревни, это части одного имения, располагавшегося по берегам реки.

## Демография
| 2007 | 2010 | 2017 |
| ---- | ---- | ---- |
| 27   | ↘19  | ↘15  |

Национальный состав
Согласно данным Всероссийской переписи населения 2021 года в деревне проживал 21 человек, все русские.

## Памятники
Решением облисполкома № 189 от 16 мая 1988 года, расположенный в деревне Резвых участок рубежа обороны Ленинграда (4 дота), а также братское кладбище советских воинов, погибших в борьбе с фашистами, признаны памятниками истории.